# G'Day
G'Day è stato un programma televisivo italiano condotto da Geppi Cucciari, di genere commedia, in onda su LA7 tra il 2011 e il 2012 nella fascia preserale.

## Il programma
Il programma ruotava attorno alla grandomanda, ovvero una domanda su un fatto d'attualità posta in modo ironico. I telespettatori avevano la possibilità di intervenire in diretta per raccontare una propria esperienza personale in soli sette secondi.
Ogni puntata prevedeva anche la presenza del giornalista Matteo Bordone e di un ospite che veniva intervistato e partecipava al programma dall'interno di un frigorifero.
La sigla era Every Little Thing She Does Is Magic dei Police nella prime due stagioni e Beautiful Day degli U2 nella terza ed ultima.
Il formato del programma è stato riproposto in parte in altre trasmissioni condotte da Geppi Cucciari, tra cui Che succ3de?, in onda su Rai 3.

## Storia del programma
La prima puntata era andata in onda il 28 febbraio 2011 alle 19:20, con lo scopo di fare da traino all'edizione serale del telegiornale; aveva una durata di 15 minuti, già con alcuni elementi caratteristici quali la Grandomanda e le rubriche I vostri titoli e Dillo in 7 secondi con le telefonate da casa. 
Dopo la pausa estiva, il programma tornò in onda il 12 settembre 2011 con la seconda edizione. 
L'8 novembre 2011 aveva raggiunto il suo record d'ascolti con una media 1.094.000 telespettatori e il 4,75% di share.
Il 3 febbraio 2012 Geppi Cucciari, intervistata da Daria Bignardi a Le invasioni barbariche, aveva annunciato la decisione di LA7 di anticipare la messa in onda del programma alle 19, cosa avvenuta a partire dal 5 marzo 2012, con aumento della durata a un'ora, venendo arricchito di spazi e della presenza della mascotte, l'alce G'Dello.
Sempre dal 5 marzo si sono susseguiti continui cambiamenti nella scaletta: Michele Cucuzza è stato un inviato del programma con il compito di intervistare la “tipica famiglia italiana”, ma appena due settimane dopo la collaborazione con il giornalista si è interrotta. Il suo posto è stato preso da Alessandro Di Sarno, che aveva il compito di recarsi sul luogo dove è accaduto il fatto del giorno, con una "missione" di volta in volta diversa. Di Sarno è stato sostituito per due volte da Federico Basso e altre due volte da Alessandro Betti.
Si è affermata anche Francesca Senette, che è diventata inviata giornaliera del programma con la rubrica Abbiamo l'esclusiva, dove intervistava i passanti in Piazza del Duomo a Milano su un argomento del giorno, facendo loro interpretare il personaggio oggetto della notizia.
Nell'ultima puntata della seconda stagione la conduttrice aveva annunciato che vi sarebbe stata una terza stagione, inizialmente non prevista nella presentazione dei palinsesti.
La terza stagione era iniziata il 10 settembre 2012; il programma andava in onda alle 19:20, di nuovo in formato breve e in veste totalmente rinnovata. Rimaneva invariata solo la conduttrice, mentre sono state cambiate la scenografia, il logo, la sigla e l'impostazione. Al centro della nuova edizione vi erano sempre i fatti d'attualità e la satira, affrontate in una nuova chiave: pur essendo trattati sempre con ironia, la puntata era strutturata come un viaggio nel tempo insieme all'ospite della trasmissione, in un confronto tra le notizie del presente e del passato. Ogni puntata prevedeva, inoltre, la presenza due “esperti” per esplorare diversi aspetti dei fatti del giorno.
Benché presente alla prima puntata del programma e in alcune successive, Matteo Bordone non faceva più parte del cast.
Durante la seconda parte del programma era presente il quiz Cancella il debito: un concorrente, se rispondeva in maniera esatta alle domande della conduttrice, era premiato con il pagamento in sua vece di una spesa che lo affligge (una bolletta, una multa, le spese condominiali o anche il conto del ristorante di un appuntamento che non è andato come sperato).
La terza e ultima edizione si è conclusa il 21 dicembre 2012, non venendo confermata a causa dei bassi ascolti registrati.

## Rubriche
Il programma propone diverse rubriche come:
- I vostri titoli: frasi presentate come titoli di un ipotetico tg, raccolte intervistando i passanti sulle notizie del giorno;
- Mezzo pieno mezzo vuoto: agli ospiti viene chiesto di completare una frase per stabilire quanto siano ottimisti;
- Come lei saprà - domande false, risposte vere: viene chiesto un parere alla gente su un fatto inventato;
- L'opinione rotante: viene chiesta un'opinione su un fatto di attualità alla gente per strada, poi, quest'ultima dev'essere cambiata e uniformata fittiziamente ad una testata dei telegiornali italiani;
- Abbiamo l'esclusiva: Francesca Senette intervista per strada i passanti, chiedendo loro di fingersi personaggi della politica o dello spettacolo;
- La grandomanda: sondaggio comico su un fatto o personaggio del giorno;
- Lei mi sta dicendo che...: Francesca Senette pone una domanda a dei passanti, stravolgendo e manipolando la risposta, facendo dire agli intervistati l'esatto contrario di ciò che intendevano;

Rubriche della prima edizione del programma e non più riproposte sono state:
- I Cinesoni: parodia de I Cesaroni, nella quale viene fatta una domanda su un argomento di attualità ad una famiglia di cinesi;
- Titoli del Tg: parodia di titoli del TG LA7, in seguito sostituita da "I vostri titoli";
- Mangia come parli: ingredienti dati dalla gente per strada ad una ricetta facile da fare;
- Che tempo che vuoi: Il meteo popolare: il tempo che vorrebbero le persone per strada;
- Il lotto quasi alle otto: rubrica sulla numerologia, e sui numeri preferiti dalle persone per strada;
- Radio Lontra: parodia dell'"editorialista" Antonio Cavallo del programma televisivo Qui Radio Londra;
- Chiedilo a Scilipoti: l'ospite di turno fa una domanda a (una registrazione) del politico italiano Domenico Scilipoti;
- Passanotizia: sorta di telefono senza fili in cui una notizia passa di passante in passante venendo stravolta.

## Edizioni
| Edizione | Messa in onda     | Messa in onda    | Rete | Conduzione     |
| Edizione | Inizio            | Fine             | Rete | Conduzione     |
| -------- | ----------------- | ---------------- | ---- | -------------- |
| 1ª       | 28 febbraio 2011  | 1º luglio 2011   | LA7  | Geppi Cucciari |
| 2ª       | 12 settembre 2011 | 8 giugno 2012    | LA7  | Geppi Cucciari |
| 3ª       | 10 settembre 2012 | 21 dicembre 2012 | LA7  | Geppi Cucciari |